# Немецкая академия языка и поэзии
Немецкая академия языка и поэзии (нем. Deutsche Akademie für Sprache und Dichtung, DASD) — объединение писателей и учёных, созданное в целях исследования и развития немецкой литературы и немецкого языка.

## История
Академия была провозглашена 28 августа 1949 года, в двухсотый день рождения Иоганна Вольфганга фон Гёте, во франкфуртской церкви Святого Павла.
В 1950 году члены-учредители Фриц Узингер, Мария Луиза Кашниц, Эрих Кестнер и другие провели первое заседание в Штутгарте. Рудольф Пехель был избран её первым президентом. Осеннее заседание в том же году происходило уже в Дармштадте.
C 1951 года Академия размещается на территории Колонии художников в Дармштадте: вначале она занимала Дом Людвига Эрнста (Ernst-Ludwig Haus), а с 1971 года — Дом Глюкерта (Glückert-Haus).
Академия представляет собой объединение писателей, учёных, критиков, переводчиков, литературоведов, лингвистов и т. п., заинтересованных в исследовании и развитии немецкой литературы и немецкого языка, и может рассматриваться как аналог Французской академии, не обладая, однако, сопоставимым общественным и государственным влиянием. Академия ежегодно присуждает премию Георга Бюхнера.

## Структура
Академия является общественным объединением, на 90 % финансируемым государством. В неё входят обычные, сверхштатные, почётные и члены-корреспонденты. Руководящими органами академии являются общее собрание, президиум и кураториум. В Академии литературы и языка представлены все разделы литературы и языкознания. По состоянию на 2007 год число академиков составляет 174.